# Zelleria deformis
Zelleria deformis is een vlinder uit de familie van de stippelmotten (Yponomeutidae). Zelleria deformis werd beschreven door Edward Meyrick.